# پیمان‌نامه آسمان‌های باز
پیمان‌نامه آسمان‌های باز (به انگلیسی: Treaty on Open Skies) توافقنامه‌ای بین ۳۴ کشور جهان در خصوص اجازه پرواز هواگردهای شناسایی و تجسسی بر فراز مناطق کشورهای عضو این پیمان‌نامه است. این پیمان‌نامه که در مارس ۱۹۹۲ امضا شد به کشورهای عضو اجازه می‌دهد با اطلاع قبلی، بر فراز خاک کشورهای دیگر پروازهای غیرمسلح شناسایی به منظور گردآوری اطلاعات دربارهٔ نیروها و فعالیت‌های نظامی انجام دهند. هواپیماهای شناسایی که در چنین ماموریت‌هایی به کار می‌روند باید مجهز به حسگرهایی باشند که بتوانند تجهیزات مهم نظامی همچون توپخانه، هواپیماهای جنگنده و خودروهای زره‌پوش رزمی را تشخیص دهند. با اینکه ماهواره‌ها هم می‌توانند چنین اطلاعاتی را به دست بیاورند؛ ولی همه ۳۴ کشور عضو پیمان‌نامه، توانایی رصد ماهواره‌ای ندارند. هدف از این پیمان‌نامه، اعتمادسازی میان کشورهای عضو است.

## آرمان
این معاهده برای ایجاد درکی متقابل و اطمینان به کشورهای امضاکننده در خصوص همه تحرکات و فعالیت‌های نظامی که ممکن است باعث نگرانی آن‌ها شود ایجاد شده‌است. معاهده آسمان‌های باز یکی از بزرگ‌ترین تلاش‌های بین‌المللی برای هرچه شفاف‌تر کردن فعالیت‌های نظامی است.

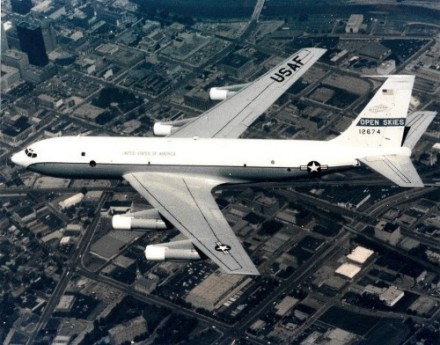
بوئینگ اوسی-۱۳۵بی اوپن اسکایز که نیروی هوایی ایالات متحده آمریکا از آن برای عملیات شناسایی استفاده می‌کند

## پیشینه
برای نخستین‌بار، دوایت آیزنهاور، رئیس‌جمهور ایالات متحده آمریکا در سال ۱۹۵۵ پیشنهاد کرد که ایالات متحده و اتحاد جماهیر شوروی سوسیالیستی، به طرف مقابل اجازه پروازهای شناسایی بر فراز خاک یکدیگر بدهند. شوروی با این استدلال که چنین معاهده‌ای برای جاسوسی گسترده به کار خواهد رفت پیشنهاد آیزنهاور را رد کرد. در سال ۱۹۸۹ جرج اچ. دابلیو بوش این پیشنهاد را دوباره مطرح کرد و گفتگو میان کشورهای عضو پیمان آتلانتیک شمالی (ناتو) و همتایان شرقی‌اش آن پیمان ورشو در فوریه ۱۹۹۰ آغاز شد و در ۲۴ مارس ۱۹۹۲ در هلسینکی فنلاند به امضا رسید.
معاهده آسمان‌های باز از ۱ ژانویه ۲۰۰۲ اجرایی شد. تنها قرقیزستان که معاهده را امضا کرده بود آن را به اجرا نگذاشت. از زمان اجرایی شدن معاهده، کشورهای بوسنی و هرزگوین، کرواسی، استونی، فنلاند، لتونی، لیتوانی، اسلوونی، و سوئد هم به آن پیوسته‌اند.
در اوت ۲۰۰۲ روسیه نخستین پرواز شناسایی را بر پایه این معاهده انجام داد و نخستین پرواز رسمی آمریکا نیز در دسامبر ۲۰۰۲ سال انجام شد. در سال ۲۰۰۸ کشورهای عضو، پانصدمین پرواز عبوری را جشن گرفتند. بین سالهای ۲۰۰۲ و ۲۰۹، بیش از ۱۵۰۰ پرواز عبوری انجام شد.

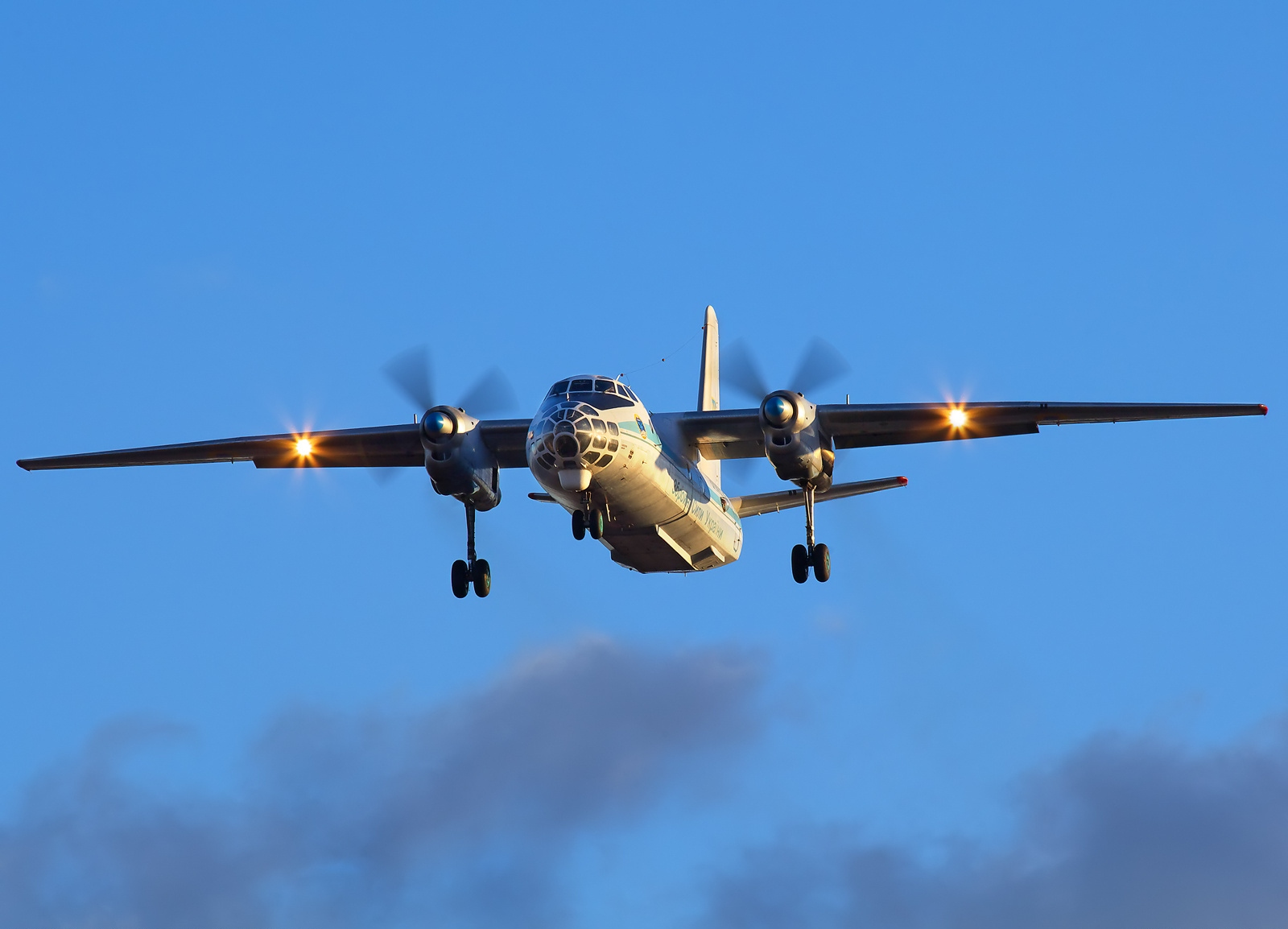
آنتونوف ای‌ان-۳۰ مورد استفاده بلغارستان، رومانی، روسیه، و اوکراین

## عضویت
اعضای کنونی معاهده آسمان‌های باز، کشورهای بلاروس، بلژیک، بوسنی و هرزگوین، بلغارستان، کانادا، کرواسی، جمهوری چک، دانمارک، استونی، فنلاند، فرانسه، گرجستان، آلمان، یونان، مجارستان، ایسلند، ایتالیا، لیتوانی، لوکزامبورگ، هلند، نروژ، لهستان، پرتغال، رومانی، اسلوواکی، اسلوونی، اسپانیا، لتونی، سوئد، ترکیه، اکراین، و بریتانیا هستند.
در ۲۱ مه ۲۰۲۰، دونالد ترامپ رئیس‌جمهور ایالات متحده آمریکا اعلام کرد به دلیل تخلف روسیه از این معاهده خارج می‌شود.
روسیه پس از کش مکش‌هایی بسیار از توافقنامه آسمان‌های باز خارج شد.   مسکو تصمیم به خروج از این توافق را پس از خروج آمریکا از آن گرفت و این در حالی بود که متحدان اروپایی ایالات متحده از دادن ضمانت به طرف روسی مبنی بر عدم انتقال اطلاعات جمع آوری شده در طول پرواز بر فراز خاک روسیه به واشنگتن، خودداری کردند. 

## سازوکار
بر پایه معاهده آسمان‌های باز، پروازهای عبوری می‌توانند بر فراز کل قلمرو هر کشور انجام شوند و کشور میزبان نمی‌تواند بخش‌هایی از خاک خود را منطقه ممنوعه اعلام کند. هر کشور عضو متعهد است در سال، شمار مشخصی از پروازهای عبوری را که «سهمیه غیرفعال» خوانده می‌شود بپذیرد. این شمار بستگی نسبی با گسترده جغرافیایی کشور میزبان دارد. «سهمیه فعال» هر کشور عضو، شمار پروازهایی است که اجازه دارد بر فراز خاک دیگر کشورهای عضو انجام دهد. شمار مجاز پروازهای عبوری برای هر کشور، به اندازه پروازهای کشور مقابل است. سهمیه فعال هر کشور عضو نباید از سهمیه غیرفعال آن بیشتر باشد و یک کشور نمی‌تواند خواستار بیشتر از نصف سهمیه غیرفعال یک کشور دیگر شود.

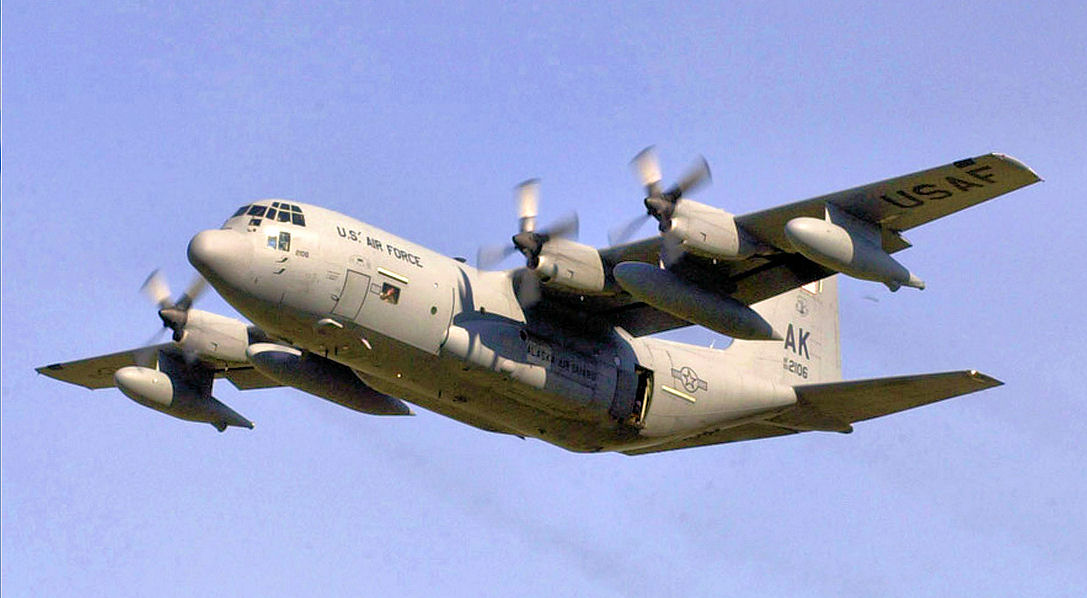
لاکهید سی-۱۳۰ هرکولس مورد استفاده کانادا

کشوری که می‌خواهد پرواز شناسایی انجام دهد باید دست‌کم ۷۲ ساعت پیش، ورود به حریم هوایی کشور میزبان برای عملیات شناسایی را اطلاع دهد. کشور میزبان ۲۴ ساعت فرصت دارد که وصول درخواست را اعلام کند و به کشور دیگر اطلاع دهد که می‌تواند از هواپیمای خودش استفاده کند یا اینکه کشور میزبان هواپیما در اختیارش خواهد گذاشت. دست‌کم ۲۴ ساعت پیش از پرواز، طرف شناسایی‌کننده باید نقشه پرواز را ارائه دهد و کشور میزبان ۴ ساعت مهلت دارد که آن را بررسی کند. میزبان تنها در صورتی می‌تواند خواستار تغییراتی در نقشه پرواز شود که پرواز عبوری برای ایمنی هوایی خطرآفرین باشد یا از نظر تدارکاتی مشکل ایجاد کند. در این صورت، دو کشور جمعاً ۸ ساعت فرصت دارند که بر سر تغییرات به توافق برسند. در غیر این صورت، پرواز می‌تواند لغو شود. مأموریت شناسایی باید کمتر از ۹۶ ساعت پس از ورود هواپیمای شناسایی به حریم هوافضایی میزبان به پایان برسد. هرچند کشورهای عضو، مجاز به پرواز بر فراز کل قلمرو اعضای دیگر هستند معاهده آسمان‌های باز، نقاط مشخصی را برای ورود و خروج، و فرودگاه‌های خاصی را برای سوخت‌گیری آورده‌است. در این پیمان، همچنین بیشترین وضوح دوربین‌های عکاسی و فیلم‌برداری هواپیمای شناسایی تعیین شده‌است. هر هواپیمایی پیش از اجازه یافتن برای پرواز در آسمان‌های باز، باید یک فرایند بازرسی را طی کند تا تأیید شود که دوربین‌هایش از میزان وضوح تعیین شده، فراتر نمی‌روند. یک نسخه از همه اطلاعات گردآوری شده باید به کشور میزبان داده شود. همه کشورهای عضو گزارش مأموریت را دریافت خواهند کرد و می‌توانند همه اطلاعات گردآوری شده را از کشور شناسایی‌کننده بخرند.

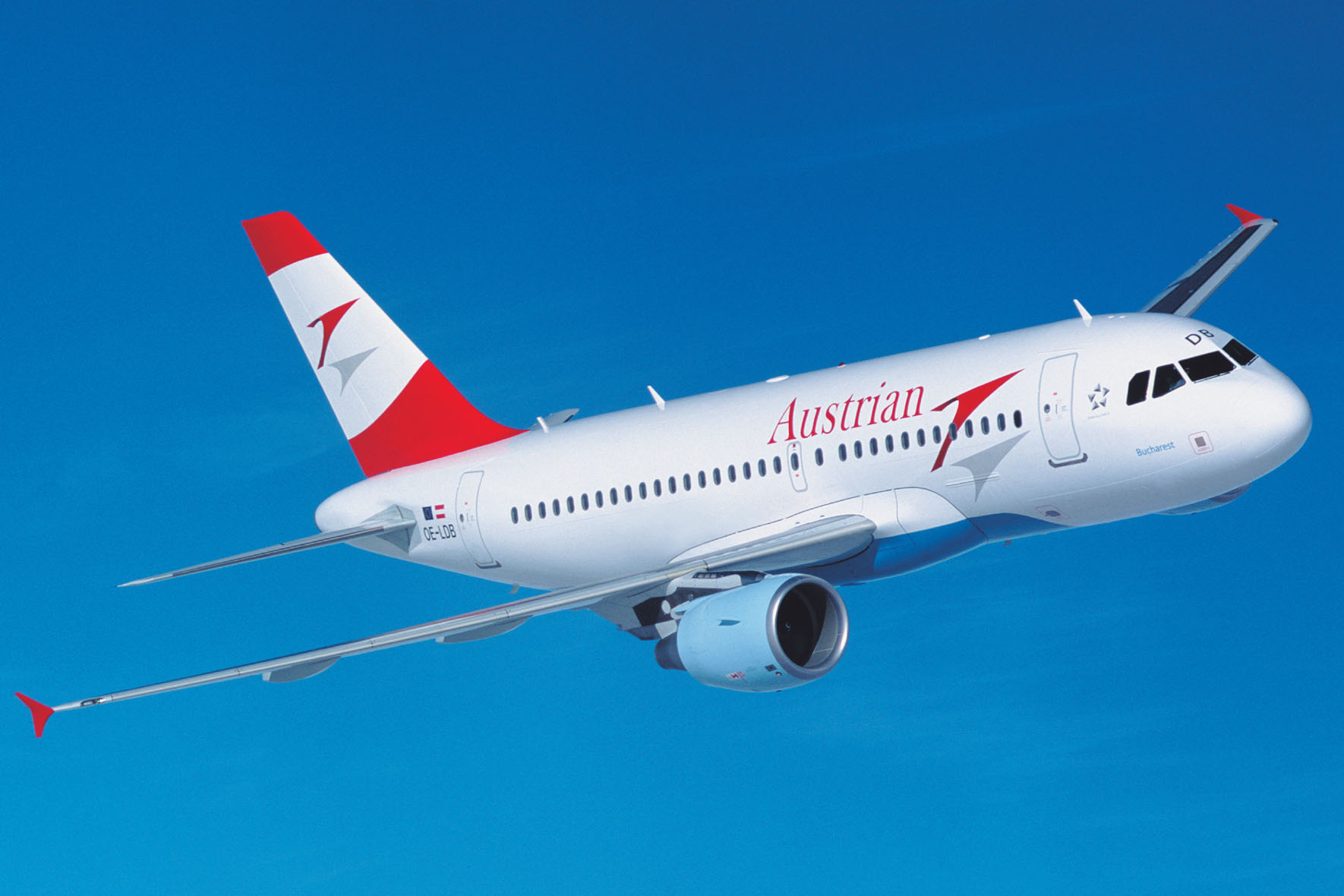
ایرباس ای۳۱۹ مورد استفاده آلمان

در معاهده آسمان‌های باز، استانداردهایی برای هواپیماهای به کار رفته در پروازهای شناسایی تعیین شده‌است. هواپیما اجازه دارد مجهز به چهار گونه حسگر ۱) دوربین‌های پانوراما و قاب‌دار، ۲) دوربین‌های ویدیویی با نمایش زمان حال، ۳) دستگاه‌های اسکن فروسرخ، و ۴) رادار کنارنگر با روزنه ترکیبی باشد. در سه سال نخست اجرای معاهده آسمان‌های باز، هواپیماهایی شناسایی باید دست‌کم مجهز به یک دوربین پانوراما، یا دو دوربین قاب‌دار می‌بودند. هم‌اکنون کشورهای عضو معاهده می‌توانند در مورد نصب حسگرهای اضافی بر روی هواپیماها توافق کنند. هواپیمای رسمی آمریکا برای عملیات در چارچوب معاهده آسمان‌های باز، بوئینگ اوسی-۱۳۵بی اوپن اسکایز یا «اوپن اسکایز» بود. کانادا از یک هواپیمای لاکهید سی-۱۳۰ هرکولس مجهز به یک محفظه حاوی حسگرها موسوم به «سامسون» استفاده می‌کند که کنسرسیومی از کشورهای اروپایی و خود کانادا مالک آن هستند و هزینه آنرا می‌پردازند. هواپیمای مورد استفاده بلغارستان، رومانی، روسیه و اوکراین، آنتونوف ای‌ان-۳۰ است. روسیه برای پروازهای شناسایی، هواپیمای توپولف تو-۱۵۴ را هم به کار می‌برد. آلمان هم پیشتر از همین هواپیما استفاده می‌کرد تا آن که در سال ۱۹۹۷ هواپیما در سانحه‌ای از بین رفت و با ایرباس ای۳۱۹ جایگزین شد.

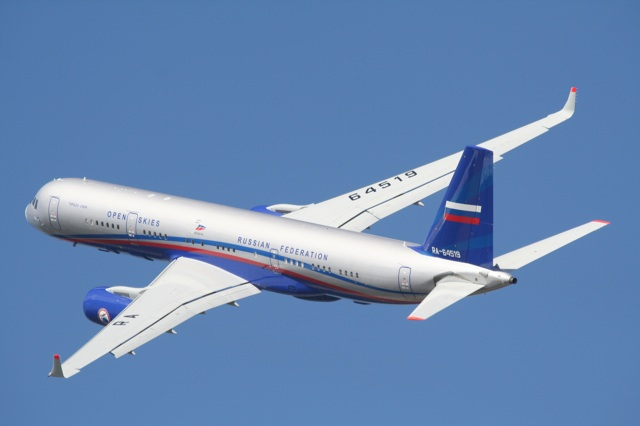
توپولف تو-۲۰۴ مورد استفاده روسیه

## خروج آمریکا از معاهده
روسیه و آمریکا هر یک دیگری را به زیر پا گذاشتن شرایط معاهده آسمان‌های باز متهم می‌کنند. مایک پومپئو، وزیر امور خارجه ایالات متحده آمریکا، خودداری روسیه را از دادن مجوز پرواز بر فراز منطقه کالینینگراد و مناطقی از گرجستان که زیر کنترل روسیه است، به عنوان تخلف ذکر کرده‌است. در سپتامبر ۲۰۱۹ روسیه اجازه پرواز شناسایی بر فراز ناحیه‌ای از مرکز روسیه را که در آن مانور نظامی برگزار می‌شد به آمریکا و کانادا نداد. در اکتبر همان سال، گزارش شد که دونالد ترامپ، خروج از معاهده آسمان‌های باز را در دست بررسی دارد. متحدان آمریکا در ناتو، و به‌ویژه اوکراین، از بیم آنکه روسیه اجازه یابد پروازهای شناسایی دیگر کشورهای عضو را کاهش دهد یا ممنوع کند، و به این ترتیب اطلاعات موجود از تحرکات نظامی روسیه کاهش یابد، با چنین تصمیمی مخالفت کردند.
سرانجام در ۲۱ مه ۲۰۲۰ دونالد ترامپ اعلام کرد به به دلیل آنچه او تخلف روسیه، به صورت رسمی در اکتبر ۲۰۲۰ از معاهده آسمان‌های باز خارج می‌شود. در برابر آن، روسیه اعلام کرد که به این معاهده، پایبند خواهد بود. اعضای ناتو از این تصمیم روسیه استقبال کردند.
در نهایت در روز یکشنبه، ۲۲ نوامبر ۲۰۲۰، وزارت خارجه امریکا در بیانیه‌ای خروج رسمی امریکا را از پیمان آسمان‌های باز اعلام کرد.